# Мендељевијум
Мендељевијум (Md, лат. mendelevium), погрешно мендељејевијум, хемијски је елемент из групе актиноида са атомским бројем 101.. Радиоактиван је и добија се искључиво вештачким путем — бомбардовањем ајнштајнијума алфа-честицама. Атомски број му је 101. Први га је добио амерички нобеловац Глен Сиборг са сарадницима, 1955. године и од тада, па до 1957. означавао се симболом Mv. Овај хемијски елемент назван је по руском хемичару Димитрију Ивановичу Мендељејеву.

## Историја
Мендељевијум (по Дмитрију Мендељејеву) су први пут синтетисали научници Алберт Гиорсо, Глен Т. Сиборг, Грегори Р. Чопин, Бернард Г. Харви, и Стенли Џ. Томпсон (као вођа тима) почетком 1955. године на Универзитету Калифорније у Берклију. Ти научници су успели да произведу изотоп 256Md са временом полураспада од 87 минута, тако што су бомбардовали мету од ајнштајнијума 253 алфа честицама (односно језгрима атома хелијума) користећи 60-инчни циклотрон у Лабораторији за радијацију Беркли. Изотоп 256Md је у то време је био први изотоп било којег елемента који је било могуће синтетисати само један атом појединачно. Мендељевијум је био девети трансуранијумски елемент који је синтетизиран. Првих 17 атома овог елемента је направљено и синтетисано користећи јонскоизмењивачку адсорпцијско-елуцијску методу. Током овог процеса, утврђено је да је мендељевијум врло сличан тулијуму, свом природном хомологу.
Синтетисан је реакцијом 253Es (α,n) 256101. Мета бомбардовања се може направити озрачивањем лакших изотопа плутонијума у реактору за тестирање материјала у реакторској станици Арко у Ајдаху. Значајно је да се мета састојала од само милијарду атома веома радиоактивног изотопа 253Es (са временом полураспада од 20,5 дана). Елуирањем кроз калибрисану катјонску измењивачку колону, мендељевијум се одваја и хемијски идентификује.

## Етимологија
Назив мендељевијум је прихваћен 1955. године од стране IUPAC-а са симболом Mv, али је на наредној седници Генералне скупштине IUPAC-а у Паризу 1957. године симбол промењен у данашњи Md.

## Особине
Истраживања су показала да мендељевијум има релативно стабилно двопозитивно (II) оксидационо стање, као и тропозитивно (III) које је више карактеристично за актиноидне елементе. Тропозитивно оксидационо стање је доминантније побуђено стање у воденим растворима (када се користи процес хроматографије). Изотоп 256 се користио за испитивање неких од хемијских особина овог елемента у воденим растворима. Нису познати примери примене мендељевијума, а до данас је овај елемент произведен само у траговима. Сви други откривени изотопи мендељевијума су радиоактивни, међу њима најстабилнији је изотоп 258Md чије време полураспада износи приближно 2 месеца (тачније око 51 дан). Други изотопи имају распон масених бројева од 248 до 258, те времена полураспада од неколико секунди до 51 дан. Први откривени изотоп 256Md има време полураспада од 87 минута.
Научници Јохансон и Росенгрен су 1975. године предвидели да би Md могао имати двовалентно метално стање, слично као код европијума (Eu) и итербијума (Yb), уместо очекиваног тровалентног. Термохроматографске студије су, испитујући количине Md у траговима, закључиле да мендељевијум формира двовалентни метал. Уз помоћ емпиријских метода корелације, процењен је двовалентни метални радијус од 0,194± 0,01 нанометар. Процењена енталпија сублимације се креће у распону од 134 до 142 kJ/mol.

## Добијање
Најлакши изотопи овог елемента (од 245 до 247Md) углавном се добијају бомбардовањем мета од бизмута тешким јонима аргона, док се нешто тежи изотопи (248 до 253Md) добијају бомбардовањем мета од плутонијума и америцијума лакшим јонима угљеника и азота. Најважнији и најстабилнији изотопи мендељевијума су у распону од 254 до 258Md а они се производе бомбардовањем изотопа ајнштајнијума алфа честицама: могу се користити изотопи ајнштајнијума-253, -254, и -255. Изотоп 259 се добија у виду „ћерке” изотопа 259, а 260 се може добити трансферном реакцијом између ајнштајнијума-254 и кисеоника-18. Углавном, најчешће кориштени изотоп 256 добија се бомбардовањем алфа честицама неког од два изотопа ајнштајнијума-253 или -254: већином се преферира ајнштајнијум-254 кад год је то могуће јер има дуже време полураспада те се због тога може дуже користити као мета. Користећи доступне количине ајнштајнијума реда микрограма, могуће је добити мендељевијум-256 у фемтограмским количинама.
Момент „трзаја” насталих атома мендељевијума-256 користан је за физичко одвајање насталих атома што даље од мете сачињене од ајнштајнијума од које и настаје, након чега ти атоми доспевају на танку металну фолију (најчешће од берилијума, алуминијума, платине или злата) постављену непосредно иза мете у вакууму. На овај начин избегава се потреба за што бржом хемијском сепарацијом, која је изузетно скупа и захтевна а која истовремено онемогућава поновно кориштење мета ајнштајнијума. Након сепарације, атоми мендељевијума се „заробљавају” у гасовитој атмосфери (најчешће хелијума), чиме путем млаза гаса из малог отвора на реакцијској комори, из ње се износе атоми мендељевијума. Користећи дугу капиларну цев, те укључујући калијум хлорид у виду аеросола у млазу гаса хелијума, атоми мендељевијума се могу преносити на удаљености више од десет метара како би били хемијски анализирани или како би се одредила њихова количина. Тада се мендељевијум може одвојити од фолије и других производа фисије тако што се на фолију нанесе киселина након чега се мендељевијум заједно са лантан флуоридом исталожи, а после тога се помоћу колоне катјонско-измењивачке смоле са 10% раствором етанола засити хлороводоничном киселином, која делује као елуант. Међутим, ако се користи довољно танка фолија од злата, довољно је само растворити злато у царској води пре него што се тровалентни актиноиди издвоје кориштењем анјонско-измењивачке хроматографије, при чему је елуант шест мола хлороводоничне киселине.
Мендељевијум се може коначно одвојити од других тровалентних актиноида користећи селективно елуирање у колони катјонско-измењивачке смоле, где је елуант амонијум α-ХИБ. Помоћу методе млаза гаса често су прва два корака непотребна. Наведена процедура се најчешће користи за одвајање трансајнштајнијских елемената.
Други могући начин одвајања тровалентних актиноида једних од других јесте путем хроматографије екстракцијом растварача користећи бис-(2-етилхексил) фосфорну киселину (скраћено HDEHP) као стационарну органску фазу те азотну киселину као покретну течну фазу. Секвенца елуирања актиноида је обрнута од оне која се одвија помоћу колоне катјонско-измењивачке смоле, па се тежи актиноиди елуирају касније. Мендељевијум који се одваја овом методом има одређену предност што није везан са органским средством за комплексирање у односу на колону смоле; док је недостатак ове методе да се мендељевијум елуира веома касно током секвенце елуирања, тек након фермијума.
Друга метода изоловања мендељевијума искориштава различите особине елуирања јона Md2+ од јона Es3+ и 3+. Први кораци у овом процесу исти су као и код већ споменутог начина одвајања, употребом HDEHP за екстрациону хроматографију, али се мендељевијум таложи заједно са тербијум флуоридом уместо са лантан-флуоридом. Затим се додаје 50  хрома у узорак да би се мендељевијум редуковао до стања +2 у 0,1 молу хлороводоничне киселине са цинком или живом. Затим се наставља екстракција растварачем, и док тровалентни и четверовалентни лантаноиди и актиноиди заостају у колони, мендељевијум(II) не заостаје и остаје у хлороводоничној киселини. Затим се он реоксидира до стања +3 помоћу водоник пероксида па се потом издваја селективним елуирањем са два мола хлороводоничне киселине (како би се уклониле нечистоће, укључујући и хром) те коначно са шест мола хлороводоничне киселине (да се уклони мендељевијум). Такође је могуће користити и колону катјонита и цинк-амалгама, узимајући један мол хлороводоничне киселине као елуант, редукујући Md(III) до Md(II) при чему се он понаша слично земноалкалним металима. Термохроматографско хемијско издвајање може се постићи користећи испарљиви мендељевијум-хексафлуороацетилацетонат; аналогно једињење фермијума такође је познато, а и он је врло испарљив.